# Methles punctatissimus
Methles punctatissimus är en skalbaggsart som beskrevs av Gschwendtner 1943. Methles punctatissimus ingår i släktet Methles och familjen dykare. Inga underarter finns listade i Catalogue of Life.